# Strada provinciale 12 Basso Reno
La strada provinciale 12 Basso Reno è una strada provinciale italiana della città metropolitana di Bologna.

## Percorso
Da Pieve di Cento, paese dove passa la SP 42 Centese, la SP 12 attraversa buona parte del relativo territorio comunale, che si estende verso nord-est. Dopo essersi in seguito avvicinata al fiume Reno, per un breve tratto si trova nel comune di San Pietro in Casale, in località Cantone, per poi passare in quello di Galliera. Qui vira in direzione ovest e tocca il vecchio capoluogo Galliera, la frazione San Vincenzo, dove incrocia la SP 4 Galliera e la località Piave. La strada termina a Malalbergo, innestandosi sulla SS 64 Porrettana.